# Dysmicoccus shintenensis
Dysmicoccus shintenensis är en insektsart som först beskrevs av Takahashi 1934.  Dysmicoccus shintenensis ingår i släktet Dysmicoccus och familjen ullsköldlöss.
Artens utbredningsområde är Taiwan. Inga underarter finns listade i Catalogue of Life.